# 倉巴嘎拉布山國家公園
48°40′16″N 90°57′36″E / 48.671°N 90.96°E

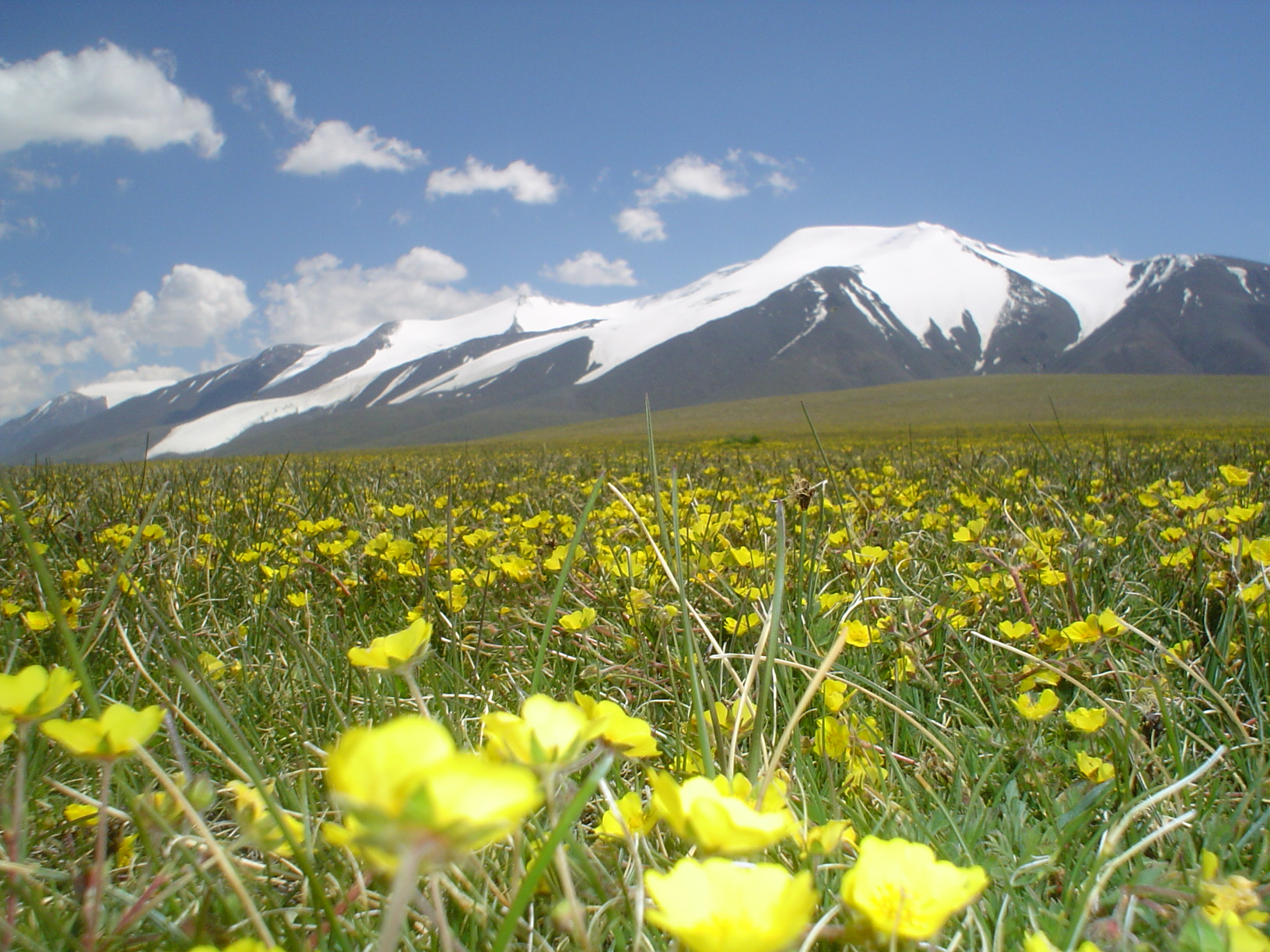

倉巴嘎拉布山國家公園是蒙古國的國家公園，位於該國西部，處於巴彥烏列蓋省，成立於2000年，面積1,100平方公里，有雪豹等野生動物棲息。